# Kisiljevo
Kisiljevo (en serbe cyrillique : Кисиљево) est un village de Serbie situé dans la municipalité de Veliko Gradište, district de Braničevo. Au recensement de 2011, il comptait 552 habitants.
Kisiljevo est également connu sous les noms de Kiseljevo et Kisilova.
Le village de Kisiljevo est associé à l'histoire de Peter Plogojowitz, un paysan serbe qui mourut en 1725 à l'âge de 62 ans et qui fut soupçonné d'être un vampire. Cette histoire fut mentionnée par le marquis d'Argens dans ses Lettres juives, en 1729 ; elle est reprise dans le roman de Fred Vargas : Un lieu incertain (2008).

## Démographie

### Évolution historique de la population
| 1948  | 1953  | 1961  | 1971  | 1981  | 1991 | 2002 | 2011 |
| ----- | ----- | ----- | ----- | ----- | ---- | ---- | ---- |
| 1 124 | 1 110 | 1 124 | 1 086 | 1 009 | 945  | 718  | 552  |

|  |